# Glossina pallicera
Glossina pallicera
Pour les articles homonymes, voir Mouche et Goma Tsé-Tsé.
Espèce
Glossina pallicera est l'une des 23 espèces reconnues de glossines (genre Glossina) et appartient au groupe des glossines riveraines/palpalis (sous-genre Nemorhina).

## Taxonomie
Deux sous-espèces de G. pallicera sont reconnues :
1. Glossina pallicera pallicera Bigot, 1891
2. Glossina pallicera newsteadi Austen, 1929

## Répartition
Glossina pallicera était présente dans douze pays d'Afrique de l'Ouest et d'Afrique centrale : la Côte d'Ivoire, le Ghana, la Guinée, le Libéria, le Nigéria et la Sierra Leone en Afrique de l'Ouest, et l'Angola, le Cameroun, la République centrafricaine, le Congo, la République démocratique du Congo et le Gabon en Afrique centrale,. Cependant, dans la littérature scientifique évaluée par les pairs pour la période 1990-2020, les données sur sa présence n'étaient disponibles que pour quatre pays (à savoir le Cameroun, la Côte d'Ivoire, le Gabon et le Nigéria). On pense que les deux sous-espèces sont géographiquement séparées.

### Glossina pallicera newsteadi
Glossina pallicera newsteadi occupe la partie orientale de l'aire de répartition de G. pallicera, de l'est du Cameroun et du Gabon à l'Angola et à la République démocratique du Congo,. Dans la littérature scientifique évaluée par les pairs pour la période 1990-2020, G. pallicera newsteadi n'a été signalée qu'au Gabon, et en particulier dans les parcs nationaux de l'Ivindo et de Moukalaba-Doudou, et sur la côte atlantique du canton de l'Océan. Des études entomologiques très limitées ont été menées dans les autres zones et pays où la sous-espèce était présente.

### Glossina pallicera pallicera
Glossina pallicera pallicera occupe la partie occidentale de l'aire de répartition de G. pallicera, de la Sierra Leone à l'ouest du Cameroun,. Dans la littérature scientifique évaluée par les pairs pour la période 1990-2020, G. pallicera pallicera a été signalée en Côte d'Ivoire (régions de Daloa,, et Sinfra,), au Cameroun (zones d'endémie de la maladie du sommeil de Campo et Bipindi) et au Nigéria (région du delta du Niger). Aucune mention publiée de sa présence n'est disponible pour la période 1990-2020 au Ghana, en Guinée, au Libéria ou en Sierra Leone.